# Bambo Diaby
Bambo Diaby Diaby (Ziguinchor, 17 dicembre 1997) è un calciatore senegalese naturalizzato spagnolo, difensore dell'Elche.

## Carriera
Diaby è nato in Senegal ma si è trasferito in Spagna a Mataró all'età di quattro anni ed ha iniziato a giocare nelle giovanili delle squadre locali. Il 15 maggio 2016 ha debuttato con il Cornellà entrando in campo nella sconfitta per 1-0 contro il Reus in Segunda División B.
Nel settembre del 2016 si è unito alla Sampdoria tornando a giocare a livello giovanile. Il 1 febbraio successivo è stato prestato al Mantova in Serie C fino a giugno.
Il 28 luglio 2017 è stato prestato per un anno al Girona che lo ha subito assegnato alla sua squadra affiliata in terza divisione, il Peralada. Ha debuttato in prima squadra il 28 novembre, rimpiazzando Carles Planas in un pareggio per 1-1 contro il Levante in Coppa del Re.
Il 21 giugno 2018 ha firmato un contratto di tre anni con il Lokeren in Pro League.
Il 5 luglio 2019 ha firmato un contratto di quattro anni con il Barnsley. Il 21 gennaio 2020 è stato sospeso essendo risultato positivo al test anti-doping al termine di una partita contro il Blackburn disputata il 23 novembre 2019. Il 6 ottobre 2020 è stato squalificato per due anni dalla FA per essere risultato positivo alla norcoclaurina ed il suo contratto con il Barnsley è stato risolto.
Terminato il periodo di squalifica, il 31 gennaio 2022 si è unito al Preston N.E. con un contratto di sei mesi. A fine stagione il club ha avviato le trattative per un nuovo contratto, ed il 30 maggio ha annunciato l'accordo per un nuovo contratto biennale.
Il 2 agosto 2023 ha firmato con lo Sheffield Weds. Ha debuttato con il nuovo club in English Football League Cup contro lo Stockport County.

## Statistiche

### Presenze e reti nei club
Statistiche aggiornate al 21 ottobre 2023.
| Stagione        | Squadra         | Campionato      | Campionato | Campionato | Coppe nazionali | Coppe nazionali | Coppe nazionali | Coppe continentali | Coppe continentali | Coppe continentali | Altre coppe | Altre coppe | Altre coppe | Totale | Totale | Totale |
| Stagione        | Squadra         | Comp            | Pres       | Reti       | Comp            | Pres            | Reti            | Comp               | Pres               | Reti               | Comp        | Pres        | Reti        | Pres   | Reti   |        |
| --------------- | --------------- | --------------- | ---------- | ---------- | --------------- | --------------- | --------------- | ------------------ | ------------------ | ------------------ | ----------- | ----------- | ----------- | ------ | ------ | ------ |
| 2015-2016       | Cornellà        | SDB             | 1          | 0          | CR              | 0               | 0               |                    | -                  | -                  |             | -           | -           | 1      | 0      |        |
| gen.-giu. 2017  | Mantova         | LP              | 7          | 0          | CI+CI-LP        | 0               | 0               |                    | -                  | -                  |             | -           | -           | 7      | 0      |        |
| 2017-2018       | Peralada        | SDB             | 34         | 4          | CR              | 0               | 0               |                    | -                  | -                  |             | -           | -           | 34     | 4      |        |
| 2017-2018       | Girona          | PD              | 0          | 0          | CR              | 1               | 0               |                    | -                  | -                  |             | -           | -           | 1      | 0      |        |
| 2018-2019       | Lokeren         | PL              | 18         | 1          | CB              | 1               | 0               |                    | -                  | -                  |             | -           | -           | 19     | 1      |        |
| 2019-2020       | Barnsley        | FLC             | 21         | 1          | FACup+CdL       | 1+0             | 0               |                    | -                  | -                  |             | -           | -           | 22     | 1      |        |
| gen.-giu. 2022  | Preston N.E.    | FLC             | 7          | 0          | FACup+CdL       | 0               | 0               |                    | -                  | -                  |             | -           | -           | 7      | 0      |        |
| 2022-2023       | Preston N.E.    | FLC             | 16         | 0          | FACup+CdL       | 1+0             | 0               |                    | -                  | -                  |             | -           | -           | 17     | 0      |        |
| 2023-2024       | Sheffield Weds  | FLC             | 8          | 0          | FACup+CdL       | 0+1             | 0               |                    | -                  | -                  |             | -           | -           | 9      | 0      |        |
| Totale carriera | Totale carriera | Totale carriera | 113        | 6          |                 | 5               | 1               |                    | -                  | -                  |             | -           | -           | 118    | 7      |        |